# ヤニス・ヤニオタス
ヤニス・ヤニオタス（Giannis Gianniotas  ,  1993年4月29日 - ）は、ギリシャ・ハルキディキ県ネオチョリ出身のプロサッカー選手。ポジションはMF。

## 来歴
2008年にアリス・テッサロニキのユースチームに入団し、2011-12シーズンにトップチームに昇格。2011年11月5日のオリンピアコスFC戦でプロデビュー。20日のOFIクレタ戦で、プロ初ゴールを記録した。
2013年6月、ドイツ2部リーグのフォルトゥナ・デュッセルドルフと契約。しかし2013-14シーズンは8試合の出場に止まり、2014年8月31日にアステラス・トリポリスFCへのローン移籍が決定。2014-15シーズンは28試合4ゴールの活躍を見せた。
2015年6月17日、オリンピアコスFCに完全移籍で加入。しかし、出場機会を得られず、12月31日にキプロス・ファーストディビジョンのAPOELニコシアへのローン移籍で合意。2016-17シーズンもローン移籍延長となり、同シーズンのUEFAチャンピオンズリーグにも出場した。
2017年8月25日、スペインのレアル・バリャドリードへのローン移籍が決定。2017-18シーズンは29試合2ゴールを記録。チームがセグンダ・ディビシオン5位で終え、昇格プレーオフを勝ち抜き、プリメーラ・ディビシオン復帰に貢献した。
2018年8月29日、AEKアテネFCに3年契約で移籍。
2019年6月27日、アポロン・リマソールに移籍。
2022年1月4日、アポロン・スミルニFCに移籍。

## ギリシャ代表
2009年からユース世代のギリシャ代表に招集され、2015年3月29日のUEFA EURO 2016予選の対ハンガリー戦でフル代表デビュー。2016年9月1日のオランダとの親善試合で、代表戦初ゴールを決めた。